# Visier (Helm)

Gebotszeichen M013: Gesichtsschutz benutzen

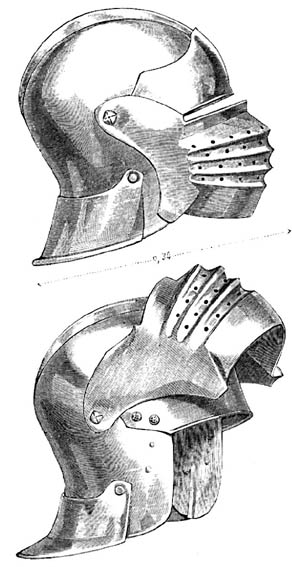
Spätmittelalterliche Schaller mit Klappvisier

Als Visier (auch: Helmsturz) wird der bewegliche Teil eines Helmes bezeichnet, der zum Schutz des Gesichtes und der Augen dient. Im Gesundheitsbereich werden Visiere als medizinischer Gesichtsschutz verwendet, der nicht mit einem Helm verbunden ist, sondern wie eine Schutzbrille aufgesetzt oder mit einem elastischen Band bzw. einer Kunststoffhalterung am Oberkopf fixiert wird. Die Technischen Regeln für Biologische Arbeitsstoffe (TRBA 250) sprechen in dem Zusammenhang auch von einem Gesichtsvisier, Gesichtsschild bzw. Gesichtsschutzschild.
Visiere waren unter anderem seit dem 14. Jahrhundert ein Bestandteil der Ritterrüstungen. Auch moderne Helme verfügen über Visiere, etwa zum Schutz im Straßenverkehr, in der Luft- und Raumfahrt oder zum Arbeitsschutz.

## Geschichte
Visiere sollen zugleich bestmöglichen Schutz vor Verletzungen durch Hiebwaffen und möglichst uneingeschränkte Sicht ermöglichen. Die aus Metall gefertigten mittelalterlichen Visiere mussten daher zwischen beiden Anforderungen immer einen Kompromiss finden, was die Größe der Öffnungen im Visier betrifft. Oft war das Blickfeld eines Ritters auf einen schmalen Schlitz im Visier beschränkt, mehrere kleine Luftlöcher im unteren Bereich erleichterten die Atmung. Klappvisiere ermöglichten, dass das Visier nur im Nahkampf geschlossen werden musste und sonst offen getragen werden konnte, um ungehinderte Atmung und Sicht zu erlauben.

## Heute

### Einsatzbereiche und Materialien

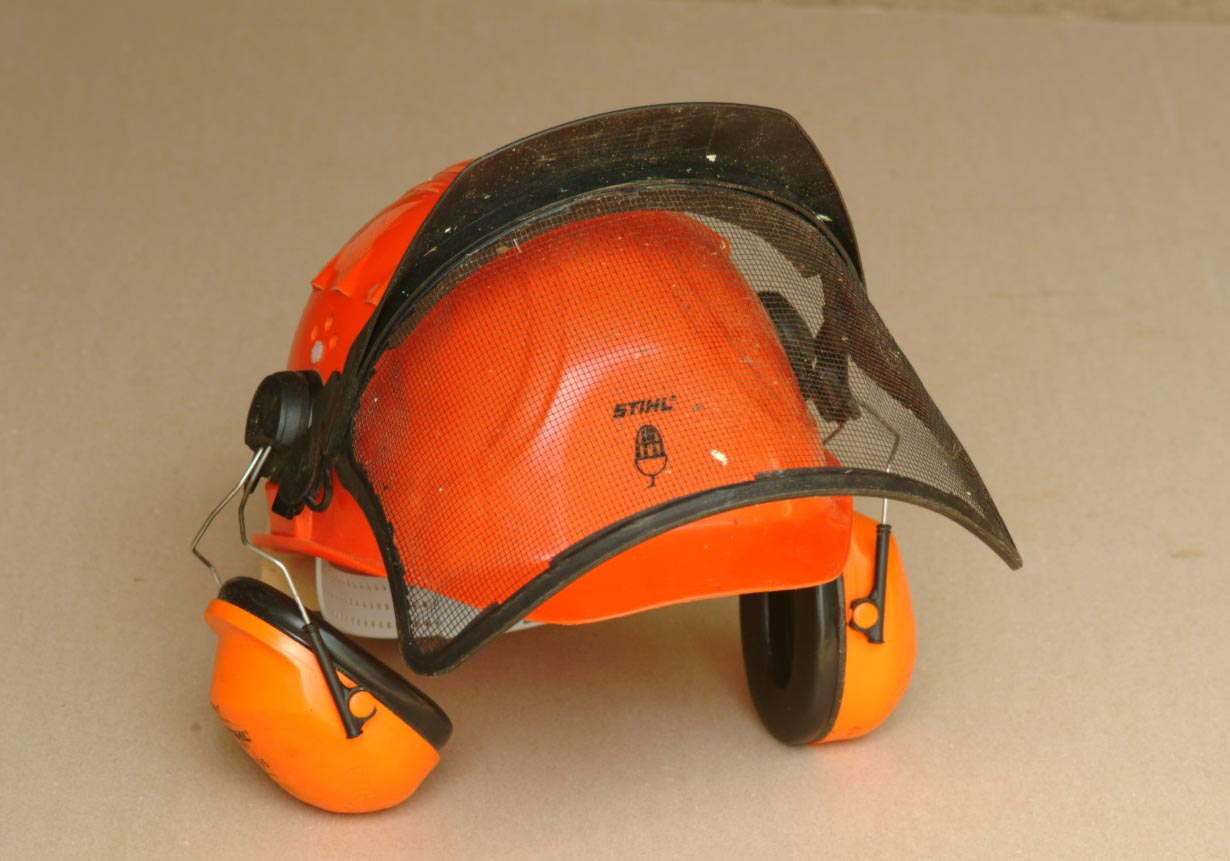
Visier am Helm eines Forstarbeiters

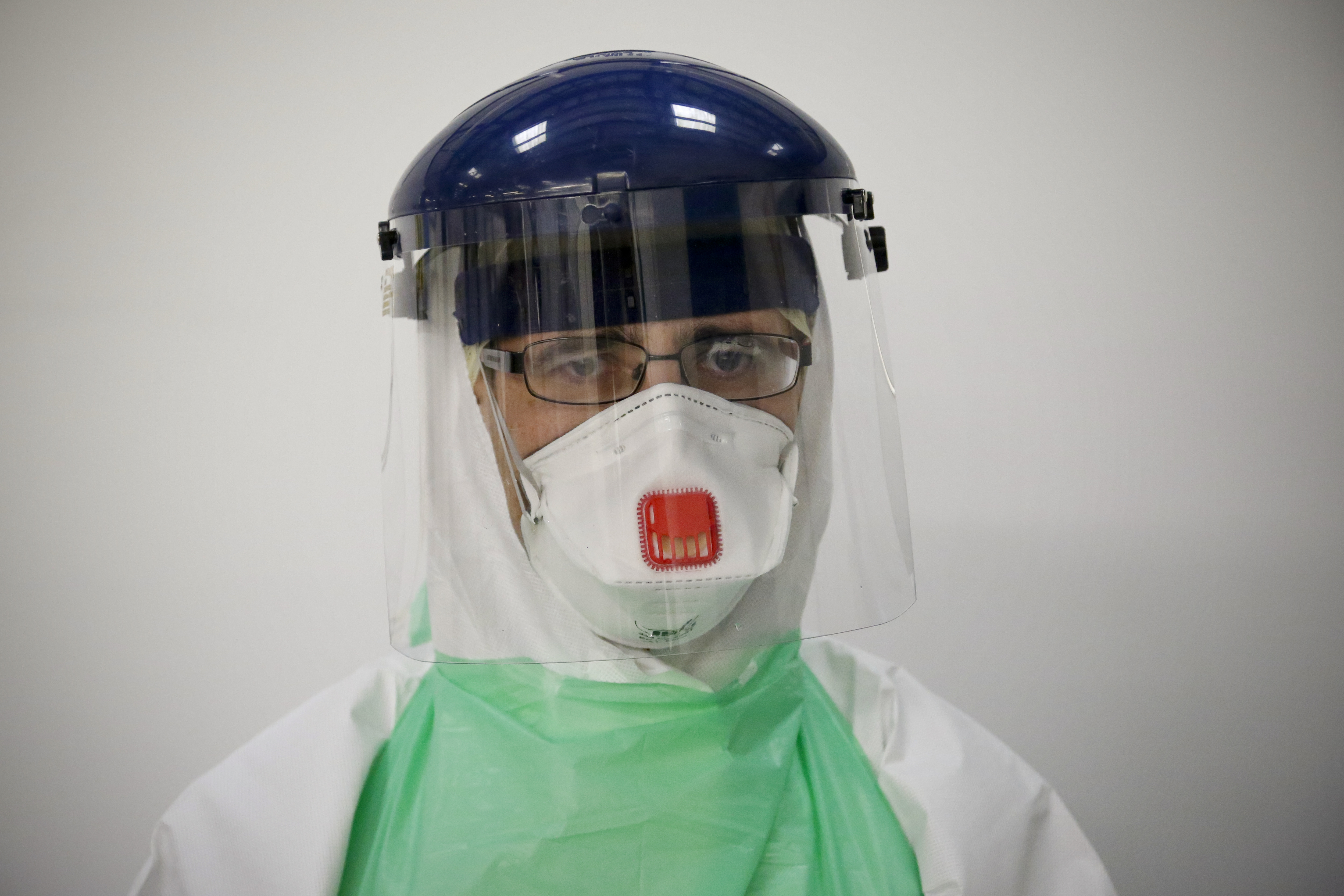
Visier als Teil einer Infektionsschutzausrüstung

Heutige Visiere werden aus Plexi- oder Panzerglas gefertigt. Solche Visiere werden z. B. an Helmen von Spezialeinsatzkräften zur Bekämpfung von Unruhen eingesetzt. Bei Eishockeyhelmen besteht die Wahlmöglichkeit zwischen Visier und Gitter.
In der Forstwirtschaft bestehen Schutzvisiere oft aus feinmaschigen Gittern, die wie ein stabiles Netz vor den Helm gezogen werden, um Schutz gegen Sägemehl, Splitter oder Astteile zu gewähren.
Beim Katastrophenschutz, bei der Feuerwehr und im Gesundheitswesen, z. B. beim Rettungsdienst oder im Infektionsschutz, finden heutzutage meist Schutzhelme aus Hartkunststoff mit transparenten Visieren Verwendung. Diese Helme bzw. Visiere werden als Teil persönlicher Schutzausrüstung betrachtet, die das Gesicht vor Verletzungen und Kontamination mit Blut- oder Sekretspritzern schützt. Sie schützen jedoch nicht vor Übertragung erregerhaltiger Tröpfchen oder Aerosole, so dass bei entsprechender Exposition zusätzlich eine Infektionsschutzmaske getragen werden muss. Unter einem medizinischen Gesichtsschutz kann die gewohnte Korrekturbrille getragen werden.

### Coronavirus-Pandemie
Während der COVID-19-Pandemie verwenden einige Personen in der Öffentlichkeit anstelle von Alltagsmasken oder Schutzmasken nur Plexiglasvisiere oder Mundschilde. Damit wird jedoch kein ausreichender Fremdschutz erreicht; eine Virusverbreitung durch einen Infizierten wird durch das Visier nicht verhindert. Studien zufolge ist die Schutzwirkung von Visieren ohne zusätzliche Mund-Nasen-Bedeckung nur sehr gering, da die Visiere lediglich vor direkten Tröpfchen, nicht aber vor Aerosolen schützen können. Letztere strömen ungehindert an den Seiten vorbei. Im Gegensatz zu einer Stoffmaske wird die (potenziell infizierte) Atemluft somit nicht einmal entfeuchtet. Selbst größere Tröpfchen können sich so verbreiten; insbesondere, wenn das Visier zu klein ist (und etwa nur die Mundpartie bedeckt).
Wissenschaftler raten daher von ihrem Gebrauch als Ersatz von Alltagsmasken ab. Auch in den meisten (Bundes)Ländern mit Maskenpflicht gilt ein Visier nicht als adäquater und damit zugelassener Ersatz von Schutzmasken. Ein Visier kann jedoch die Wahrscheinlichkeit einer Infektion über die Augenschleimhäute verringern. Der bestimmungsgemäße Einsatz von Visieren in Verbindung mit Atemschutz ist Teil der persönlichen Schutzausrüstung bei der Versorgung von Patienten mit Verdachtsdiagnose oder bestätigter respiratorisch übertragbarer Infektion, insbesondere bei aerosolproduzierenden Maßnahmen in Einrichtungen des Gesundheitswesens.